# Daniel Elbittar
Daniel Elbittar  (Caracas, Venezuela, 1979. április 30. –) venezuelai színész, modell és énekes.

## Élete
Daniel Elbittar 1979. április 30-án született Caracasban. Karrierjét 1999-ben kezdte. 2005-ben Alejandro Montero szerepét játszotta a Sosem feledlek című sorozatban. 2010-ben a TV Aztecához szerződött, ahol 2010-ben szerepet kapott a Vidas robadasban. 2012-ben megkapta Alirio szerepét a La mujer de Judas című telenovellában.

## Filmográfia

### Telenovellák
- Amanecer - 2025 - Sebastián
- Szerelemre nincs recept... (Televisa - 2024) -  Esteban Villa de Cortés (Magyarhangja: Crespo Rodrigo)
- Leona bosszúja... (Televisa - 2023) - Gael Torrenegro (Magyarhangja: Crespo Rodrigo)
- La herencia... (Televisa - 2022) - Pedro del Monte
- La desalmada... (Televisa - 2021) - César Franco
- El Dragón: Egy harcos visszatér... (Televisa - 2019) - Víctor Torres
- El secreto de Selena... (TNT - 2018) - Chris Pérez
- Sangre de mi tierra... (Telemundo - 2017) - 	Emilio Castañeda
- Guerra de ídolos... (Telemundo - 2017) - 	Julio César Solar
- A rajongó... (Telemundo - 2017) - Leonardo Márquez / El Potro (Magyarhangja: Pálmai Szabolcs)
- Entre tu amor y mi amor… (Venevisión Internacional- 2016) - Alejandro Montserrat Caicedo
- Elfeledett szerelem... (Tv Azteca- 2014) - Diego Rivas Santander “David” / Diego Canciano Santander (Magyarhangja:  Szabó Máté)
- La mujer de Judas... (Tv Azteca- 2012)- Alirio Agüero del Toro Bello / Alirio Morera Bello
- Vidas robadas...(Tv Azteca- 2010)- Javier Villafañe
- Pecadora... (Venevisión Internacional- 2009-2010)- Ricardo “Ricky” Millones
- Tengo todo... (Tv Azteca- 2008) - Antonio Méndez
- Camaleona... (RCTV- 2007) - Juan Pablo Alcántara
- Sosem feledlek (Olvidarte jamás)... (Venevisión Internacional- 2005)- Alejandro Montero (Magyarhangja:  Szabó Máté)
- Negra consentida... (RCTV- 2004-2005)- Raimundo Aristigueta
- Engañada... (Venevisión Internacional- 2003)- Ricardo Viloria Ruiz Montero
- Más que amor, frenesí... (Venevisión- 2001-2002)- Alberto José “Tito” Rodríguez Pacheco
- La calle de los sueños... (Venevisión- 2000)
- Así es la vida... (Venevisión- 1999)

### Műsorok
- Ventaneando
- Today
- Decisiones
- Hija bastarda
- Seguro y urgente
- Arriba las manos
- La isla